# 1406 Komppa
1406 Komppa è un asteroide della fascia principale del diametro medio di circa 25,89 km. Scoperto nel 1936, presenta un'orbita caratterizzata da un semiasse maggiore pari a 2,6957622 UA e da un'eccentricità di 0,0971889, inclinata di 12,42382° rispetto all'eclittica.
L'asteroide è stato dedicato a G. Komppa, uno dei fondatori dell'Osservatorio astronomico di Turku.